# Detroit (film)
Pour les articles homonymes, voir Détroit (homonymie) et Detroit.
Pour plus de détails, voir Fiche technique et Distribution.
Detroit ou Détroit au Québec est un film américain réalisé par Kathryn Bigelow et sorti en 2017. Ce drame historique revient sur les émeutes survenues à Détroit en 1967 notamment sur les événements survenus au motel Algiers.

## Synopsis
En juillet 1967, d'importantes émeutes ont lieu à Détroit dans le Michigan, pour protester contre la ségrégation raciale aux États-Unis et la guerre du Viêt Nam. La police de Détroit reçoit des plaintes à propos de pillages, d'incendies et de tirs d'armes à feu pendant plusieurs jours. Les forces de l'ordre et la population afro-américaine sont sous pression et chaque situation est susceptible de dégénérer dangereusement. C'est dans ce contexte que les forces de l’ordre encerclent l’Algiers Motel d’où semblent provenir des détonations, et où va se dérouler l'affaire du motel Algiers. Dans ce chaos, Melvin Dismukes, un agent de sécurité privé afro-américain, tente de survivre tout en protégeant — bien mal — ses semblables. Persuadés d'avoir été visés, mus par le racisme, le sadisme et un sentiment d'impunité les policiers vont terroriser, frapper violemment, injurier les clients de l'hôtel pendant une grande partie de la nuit et en tuer trois. Justice ne sera jamais rendue.

## Fiche technique
Sauf indication contraire, les informations mentionnées dans cette section peuvent être confirmées par la base de données cinématographiques IMDb,  présente dans la section « Liens externes ».
- Titre original et français : Detroit
- Titre québécois : Détroit
- Réalisation : Kathryn Bigelow
- Scénario : Mark Boal
- Musique : James Newton Howard
- Photographie : Barry Ackroyd
- Montage : William Goldenberg
- Production : Kathryn Bigelow, Mark Boal, Matthew Budman, Megan Ellison et Colin Wilson
- Sociétés de production : First Light Productions et Page 1 ; Metro-Goldwyn-Mayer (coproduction)
- Sociétés de distribution : Annapurna Pictures (États-Unis), Mars Distribution (France)
- Pays de production :  États-Unis
- Langue originale : anglais
- Budget : 34 millions de dollars[1]
- Genre : drame historique, policier
- Durée : 143 minutes
- Dates de sortie[2] :
  - États-Unis : 25 juillet 2017 (avant-première à Détroit) ; 28 juillet 2017 (sortie limitée) ; 4 août 2017 (sortie nationale)
  - France : 11 octobre 2017
- Interdit aux moins de 12 ans en France

## Distribution
- John Boyega (VF : Diouc Koma ; VQ : Kevin Houle) : Melvin Dismukes
- Will Poulter (VF : Adrien Larmande ; VQ : Xavier Dolan) : Philip Krauss
- Algee Smith (VF : Jimmy Woha-Woha ; VQ : Gabriel Lessard) : Larry Reed
- Jacob Latimore (VF : Benjamin Douba Paris ; VQ : Alexandre Bacon) : Fred Temple
- Jason Mitchell (VF : Mohad Sanou ; VQ : François-Nicolas Dolan) : Carl Cooper
- Hannah Murray (VF : Marie Tirmont ; VQ : Catherine Brunet) : Julie Ann
- Kaitlyn Dever (VF : Leslie Lipkins ; VQ : Célia Gouin-Arsenault) : Karen
- Jack Reynor (VF : Gauthier Battoue ; VQ : David Laurin) : Demens
- Ben O'Toole (VF : Thibaut Lacour ; VQ : Maël Davan-Soulas) : Flynn
- John Krasinski (VF : Stéphane Pouplard ; VQ : Daniel Roy) : l'avocat Auerbach
- Anthony Mackie (VF : Jean-Baptiste Anoumon ; VQ : Michel M. Lapointe) : Carl Greene
- Joseph David-Jones (en) (VF : Eilias Changuel ; VQ : Louis-Philippe Berthiaume) : Morris
- Ephraim Sykes (en) : Jimmy
- Leon Thomas III : Darryl
- Nathan Davis Jr. (VQ : Joakim Lamoureux) : Aubrey
- Peyton Alex Smith (VF : Jhos Lican ; VQ : Iannicko N'Doua-Légaré) : Lee
- Malcolm David Kelley (VQ : Marc St-Martin) : Michael Clark
- Gbenga Akinnagbe (VF : Jean-Paul Pitolin) : Aubrey Pollard Sr.
- Chris Chalk (VF : Namakan Koné ; VQ : François Godin) : officier Frank
- Frank Wood (VF : Philippe Catoire) : juge Demascio
- Jeremy Strong (VF : Christian Gonon) : l'avocat Lang
- Laz Alonso (VF : Rody Benghezala ; VQ : Patrick Chouinard) : John Conyers
- Austin Hébert (VF : Emmanuel Garijo ; VQ : Nicolas Charbonneaux-Collombet) : officier Roberts
- Miguel Pimentel (en) : Malcolm
- Samira Wiley : Vanessa
- Tyler James Williams (VF : Fabrice Trojani) : Leon
- Glenn Fitzgerald : inspecteur Anderson
- Dennis Staroselsky (VF : Loïc Houdré) : inspecteur Jones
- Darren Goldstein (VF : Xavier Fagnon) : inspecteur Tanchuck
- Henry Frost III (VF : Jean-Luc Atlan) : George
- Chris Coy (VF : Fabrice Josso) : inspecteur Thomas
- Timothy John Smith (VF : Jean-Luc Atlan) : Pete
- Kris Sidberry (VF : Déborah Claude) : Roberta Pollard
- Alexander Cook (VF : Jean-Luc Atlan) : le juré principal
- Jennifer Ehle : le médecin-légiste (non créditée)

 Source et légende : version française (VF) sur RS Doublage
 Source et légende : version québécoise (VQ) sur Doublage.qc.ca

## Production

### Genèse et développement
En janvier 2016, il est annoncé que Kathryn Bigelow et le scénariste Mark Boal collaborent une troisième fois ensemble, après Démineurs et Zero Dark Thirty, pour un film sur les émeutes de 1967 à Détroit. Le tournage a lieu pendant l'été 2016 pour une sortie prévue à l'été 2017, pour les 50 ans du conflit.

### Attribution des rôles
En mai 2016, l'actrice Hannah Murray, connue pour le rôle de Vère dans la série Game of Thrones, est la première à rejoindre la distribution.
Le mois suivant, John Boyega la rejoint, suivi de Jack Reynor, Will Poulter et Ben O'Toole dans des rôles principaux.
En août 2016, Anthony Mackie, Jacob Latimore, Algee Smith, Joseph David-Jones et Kaitlyn Dever sont confirmés,,,.
En septembre et octobre 2016, Jason Mitchell, John Krasinski ainsi que Jeremy Strong, Chris Chalk, Austin Hebert, Ephraim Sykes, Laz Alonso, Nathan Davis Jr., Malcolm David Kelley, Peyton Alex Smith et Leon Thomas III sont aussi engagés,,.

### Tournage
Le tournage débute en juillet 2016, à Boston,. Des scènes sont tournées à Dedham et à Brockton. Le tournage se poursuit à Détroit en octobre 2016,.

### Controverse
Avant même sa sortie, le film a suscité une controverse sur les origines anglo-norvégiennes de Kathryn Bigelow et donc sa légitimité à traiter de ce sujet de l'histoire afro-américaine, ce qui pourrait grandement affecter les recettes du film ; pour le scénariste Mark Boal, qui a fait relire ses brouillons par l'historien Jelani Cobb (en), ces critiques viendraient surtout de « journalistes blancs ». John Boyega a également défendu le traitement par Bigelow de l'histoire,.

### Musique
La musique originale du film est composée par James Newton Howard. L'album, commercialisé en juillet 2017, renferme principalement des chansons de rhythm and blues/soul avec des artistes comme Martha and the Vandellas et The Dramatics, mais on y entend aussi de la musique enregistrée par le quartet du saxophoniste de jazz John Coltrane, etc. Le rappeur Tee Grizzley, originaire de Détroit, a enregistré spécialement pour le film le titre Teetroit, cependant absent de l'album. The Roots et Bilal publient quant à eux It Ain't Fair, présent sur l'album.
| 1.  | If You Haven't Got Love                               | The Dramatics               | 3:05  |
| 2.  | Jimmy Mack (version 2017 remastérisée)                | Martha and the Vandellas    | 2:55  |
| 3.  | Baby, Bunny (Sugar Honey)                             | Jerry Williams              | 2:47  |
| 4.  | Your Precious Love (version 2017 remastérisée)        | Marvin Gaye & Tammi Terrell | 3:05  |
| 5.  | Till Johnny Comes (version 2017 remastérisée)         | Brenda Holloway             | 2:37  |
| 6.  | Rescue                                                | James Newton Howard         | 1:15  |
| 7.  | It Ain't Fair                                         | The Roots feat. Bilal       | 6:45  |
| 8.  | Devil's Gotten Into My Baby                           | The Devotions               | 2:48  |
| 9.  | You're the Cream of the Crop                          | Lee Rogers                  | 3:02  |
| 10. | All Because of You                                    | The Dramatics               | 2:43  |
| 11. | Alone                                                 | James Newton Howard         | 1:36  |
| 12. | Grow                                                  | Algee Smith                 | 3:09  |
| 13. | Heaven Must Have Sent You (version 2017 remastérisée) | The Elgins                  | 3:10  |
| 14. | I Want To Talk About You                              | John Coltrane               | 10:52 |

## Accueil

### Sorties
Après une avant-première à Détroit le 25 juillet 2017 et une sortie limitée le 28 juillet 2017, le film sort le 4 août 2017 aux États-Unis, à l'occasion des 50 ans des émeutes.

### Accueil critique
Le film reçoit des critiques plutôt positives aux États-Unis. Sur l'agrégateur Rotten Tomatoes, Detroit obtient 83 % d'opinions favorables pour 213 critiques et une note moyenne de 7,5⁄10. Sur Metacritic, le film récolte une moyenne de 78⁄100, pour 48 critiques. En France, l'accueil critique est très positif : le site Allociné recense une moyenne des critiques presse de 4,0/5, et des critiques spectateurs à 4,1/5.
Pour Jacques Morice de Télérama, « De manière juste et responsable, à travers une mise en scène aussi brillante que terriblement efficace, elle parvient à dissocier chaque individu, victime ou bourreau. Tout en englobant une histoire collective, plus large, remontant à des décennies d’humiliation et de ségrégation ».
Pour Thomas Sotinel du Monde, « Kathryn Bigelow et son scénariste Mark Boal redisent le martyre de Fred Temple, Aubrey Pollard et Carl Cooper, les trois morts de l'Algiers Motel, avec un souci d'exactitude qui les éloigne par la force des pièges et des conforts de la narration hollywoodienne. Sans se soucier du confort du spectateur, Detroit met en scène ce qui apparaît d'abord comme une bavure [...]  pour être ensuite défini méthodiquement comme le produit inévitable d'un système. [...] Detroit embrasse à la fois un système, ses inévitables déviations et son incapacité à se réformer ».

### Box-office
| Pays ou région    | Box-office      | Date d'arrêt du box-office | Nombre de semaines |
| ----------------- | --------------- | -------------------------- | ------------------ |
| France            | 328 219         | 11 octobre 2017            | premier jour       |
| États-Unis Canada | 16 788 494 $    | 10 octobre 2017            | en cours           |
| Mondial           | 21,5 millions $ | -                          | -                  |